# All Money Is Legal
All Money Is Legal è il primo album in studio della rapper statunitense Amil, pubblicato il 29 agosto 2000 dalla Roc-A-Fella e Columbia.

## Tracce
1. Smile 4 Me – 4:26 (Amil Whitehead, Lamont Porter, Wayne Henderson)
2. I Got That (feat. Beyoncé) – 3:17 (Amil Whitehead, Shawn Carter,Leshan Lewis, Jean-Claude Olivier, Samuel J. Barnes, Tamy Lestor Smith, Makeda Davis)
3. Get Down – 4:29 (Amil Whitehead, Richard Hell, Johnathan Robertson, Jarrett Washington)
4. Y'all Dead Wrong – 3:51 (Amil Whitehead, Dana Stinson)
5. Heard It All (feat. Jay-Z) – 3:27 (Amil Whitehead, Shawn Carter, Chavon Henry, Sean Lashley, Eldo Di Lazzaro, Bruno Cherubini, Marjorie Harper)
6. Quarrels (feat. Carl Thomas) – 4:10 (Amil Whitehead, Jay Garfield, Lamont Porter)
7. Girlfriend – 3:14 (Amil Whitehead, Dana Stinson)
8. All Money Is Legal (A.M.I.L.) – 3:46 (Amil Whitehead, Tyrone Fyffe)
9. That's Right (feat. Jay-Z) – 3:21 (Amil Whitehead, Shawn Carter, Justin Smith, Lionel Evans)
10. Anyday – 4:08 (Amil Whitehead, Joseph Walsh, Patrick Culie, Malik Johnson)
11. Raw – 4:11 (Amil Whitehead, Michael Sandlofer)
12. No 1 Can Compare – 4:15 (Amil Whitehead, Sidney Brown)
13. 4 da Fam (feat. Jay-Z, Memphis Bleek & Beanie Sigel) – 4:19 (Amil Whitehead, Shawn Carter, Dwight Grant, Malik Cox, Tyrone Fyffe)

## Classifiche
| Classifiche (2000) | Posizione massima |
| ------------------ | ----------------- |
| Stati Uniti        | 45                |